# Северни амами-окинавски језици
Северни амами-окинавски језици, северна подгрупа амами-окинавских језика, шира рјукјуанска група, јапанска породица. Језици се говоре на острвима у архипелага Окинава у Јапану. Обухвата 4 језика од којих је најзначајни северни амами-ошима [ryn] са око 10.000 говорника (2004). 
Остали језици имају мањи број говорника, а већина њих служи се и јапанским језиком; то су: јужни амами-ошима [ams] 1.800 (2004); кикаи [kzg] 13.066 (2000) етничких (углавном говорници старије доби); токуношима [tkn] 5.100 (2004).